# گورستان قشلاق وزرق
گورستان قشلاق وزرق مربوط به دوره اشکانیان است و در شهرستان مشگین‌شهر، بخش مرادلو، دهستان یافت، روستای کنجوبه واقع شده و این اثر در تاریخ ۲۶ اسفند ۱۳۸۷ با شمارهٔ ثبت ۲۵۸۰۱ به‌عنوان یکی از آثار ملی ایران به ثبت رسیده است.